# 红茴香
红茴香（学名：Illicium henryi）是五味子科八角属的植物，为中国的特有植物。分布于中国大陆的安徽、河南、甘肃、贵州、湖北、湖南、福建、四川、陕西、广东、广西、云南、江西等地，生长于海拔300米至2,500米的地区，常生于山谷中、盆地的密林、山地、丘陵、疏林、溪边、灌丛中及峡谷的悬崖峭壁上，目前尚未由人工引种栽培。

## 别名
红毒茴（全国中草药汇编）

## 异名
- Illicium henryi Diels var. multistamineum A. C. Smith